# Francesco Di Mariano
Francesco Di Mariano (ur. 20 kwietnia 1996 w Palermo) – włoski piłkarz występujący na pozycji napastnika we włoskim klubie Palermo, którego jest wychowankiem. W trakcie swojej kariery grał także w takich zespołach, jak Lecce, Roma, Anconitana, Monopoli, Novara, Venezia oraz Juve Stabia. Młodzieżowy reprezentant Włoch. Bratanek Salvatore Schillaciego, brązowego medalisty Mistrzostwa Świata 1990.